# Tündérkékmadár-félék
A tündérkékmadár-félék (Irenidae) a madarak osztályának verébalakúak (Passeriformes) rendjébe tartozó család.
Egyes rendszerezések a levélmadárféléket (Chloropseidae) is ide sorolják.

## Rendszerezés
A családba az alábbi egy nem és két faj tartozik
- Irena (Horsfield, 1821) – 2 faj
  - kobaltkék madár (Irena cyanogaster)
  - tündérkék madár vagy tündérkék irena (Irena puella)